# William Hervey (officier)
William Hervey (13 mai 1732 - 15 janvier 1815) est un général anglais et brièvement un homme politique.

## Biographie
Il est le fils de John Hervey et de Mary Lepel. Il est le frère cadet d'Augustus Hervey (plus tard 3e comte de Bristol) et fait ses études à la Westminster School et à Corpus Christi, Cambridge.
Il rejoint l'armée britannique en 1755 avec le grade de lieutenant. Il est affecté en Amérique du Nord. Il y est présent lorsque les Français sont battus à la bataille de Fort Niagara et de Montréal. Il sert au Canada jusqu'en 1763. Il devient général en 1798.
Alors qu'il est en Amérique, il est élu en son absence à une élection partielle en 1763 en tant que député de Bury St Edmunds. Il n'est pas enregistré comme ayant jamais pris la parole à la Chambre des communes et semble ne pas avoir apprécié son séjour là-bas. Il ne se présente pas aux élections de 1768. Il y a une peinture de lui datée de 1766 qui est attribuée à Johan Joseph Zoffany. En septembre 1772, il est à Florence avec son oncle, l’honorable Felton Hervey et deux de ses enfants. Son oncle est également en train d'être peint par Zoffany.
Hervey ne se présente pas au Parlement en 1768, bien qu'il ait tenté d'obtenir un siège en 1775 et 1780 à Bury St. Edmunds. Sa mère déclare qu’il est un homme peu prétentieux et qu’il serait aussi heureux de marcher et de manger avec de l’eau que de voyager en carrosse et de consommer de la bonne viande et du vin. Son journal intime le révèle être un grand voyageur et un généreux philanthrope. Il donne son argent pour aider les pauvres et les débiteurs et pour soutenir les écoles. Une entrée de journal de 1803 indique qu'il a payé pour que les habitants soient vaccinés avec la varicelle.
Hervey décède en 1815 et est enterré à Ickworth.